# Antônio Ricardo
Antônio Ricardo Lopes da Costa (Rio de Janeiro) é apresentador, diretor e produtor de cinema e televisão brasileiro.

## Biografia
Iniciou no meio televisivo através da TV Record no ano de 1983 com o programa semanal Realce, onde respondia pela sua concepção, direção e apresentação, juntamente com Ricardo Bocão e Patrícia Barros. Este foi o primeiro programa televisivo a reunir esportes de ação, música e comportamento jovem. Bandas brasileiras como Paralamas do Sucesso, Legião Urbana e Kid Abelha apareceram pela primeira vez em televisão nessa atração, que a torna pioneira nesses aspectos.
No ano seguinte lançou o programa diário Vibração, apresentado durante anos pelo skatista Cesinha Chaves, na mesma linha do anterior. Ambos os programas permaneceram no ar até 1991, quando estreou o "Ombak" na MTV, primeiro programa esportivo da MTV em todo o mundo.
Em 1993, produziu o Mapa da Ação, um programa diário, de cunho jornalístico sobre esportes de ação, mostrando também a previsão meteorológica para a prática do surf no estado do Rio de Janeiro, e retornou com o Realce, em rede nacional, pela CNT.
No alvorecer da televisão paga no país, produziu diversos programas para o canal SporTV da Globosat, onde por onze anos realizou programas como Rip, WQS e Extra, também atuando como apresentador, Momento Clássico, How To, o documentário História do Surf Brasileiro, entre outros.
No ano de 2006 lançou o seu próprio canal de TV, o Woohoo, especializado em Esportes de Ação, música e comportamento jovem. O "Woohoo" é um canal de TV por assinatura e o primeiro de esportes de ação na América Latina.

## Cinema
O filme "Fábio Fabuloso", lançado em 2004, marcando o seu início como diretor de cinema/documentário, juntamente com Ricardo Bocão e Pedro César. Os três diretores conquistaram com o longa, os prêmios de melhor documentário no Festival do Rio, Mostra Internacional de Cinema de São Paulo e melhor filme na primeira edição do Prêmio Bravo! Prime de Cultura em 2005.

## Principais trabalhos
- 1979/1982 - Revista Realce
- 1983/1991 - Programa Realce
- 1994/1991 - Programa Vibração
- 1991/1992 - Programa Ombak
- 1993/1995 - Mapa da Ação
- 1993/1995 - Programa Realce
- 1994/2006 - Programas Rip, WQS, Extra, How To, Momento Classico, Final Heat e Historias do Surf Brasileiro.
- 2004 - Filme Fabio Fabuloso
- 2006 - Canal de TV Woohoo